# Altenweiher (Grafenwöhr)

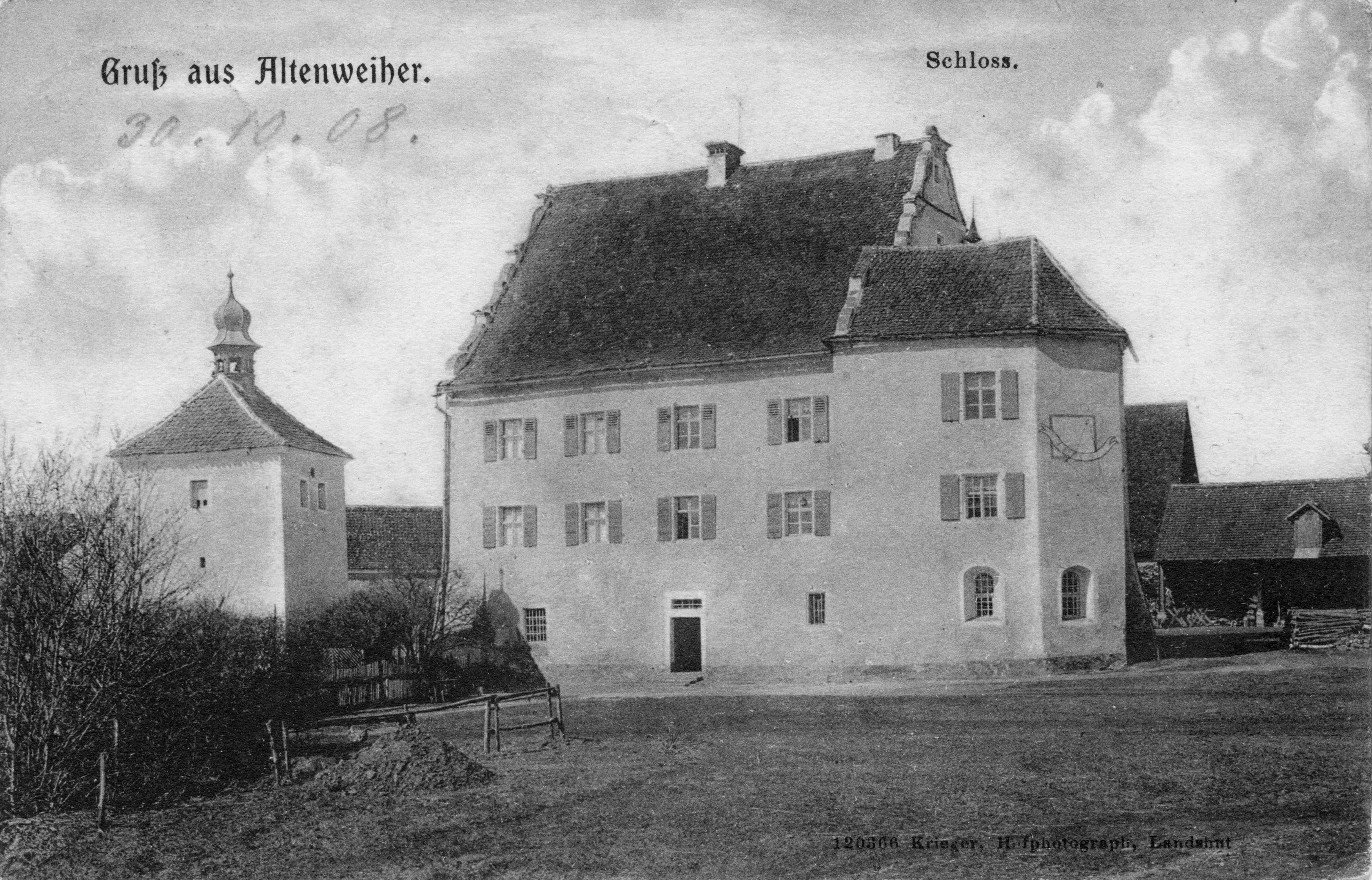
Hammerschloss mit Glockenturm um 1900

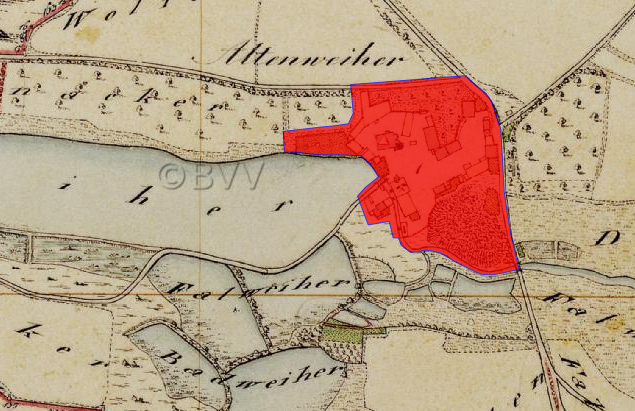
Lageplan von Schloss Altenweiher auf dem Urkataster von Bayern

Altenweiher war ein 204 ha großes Hammer- und später Teichgut nordwestlich von Sorghof, einem Ortsteil der Stadt Vilseck im Oberpfälzer Landkreis Amberg-Sulzbach. Kern des Anwesens, das am östlichen Ende eines Hammerweihers lag, waren das Hammerschloss mit Kapelle aus dem 16. oder 17. Jahrhundert. 1937 wurde das Gut für die Erweiterung des Truppenübungsplatzes Grafenwöhr abgelöst und verfiel in den Folgejahren. Die Anlage wird als Bodendenkmal unter der Aktennummer D-3-6336-0035 im Bayernatlas als „untertägige mittelalterliche und frühneuzeitliche Befunde in der Wüstung "Altenweiher"“ geführt. 

## Gut Altenweiher

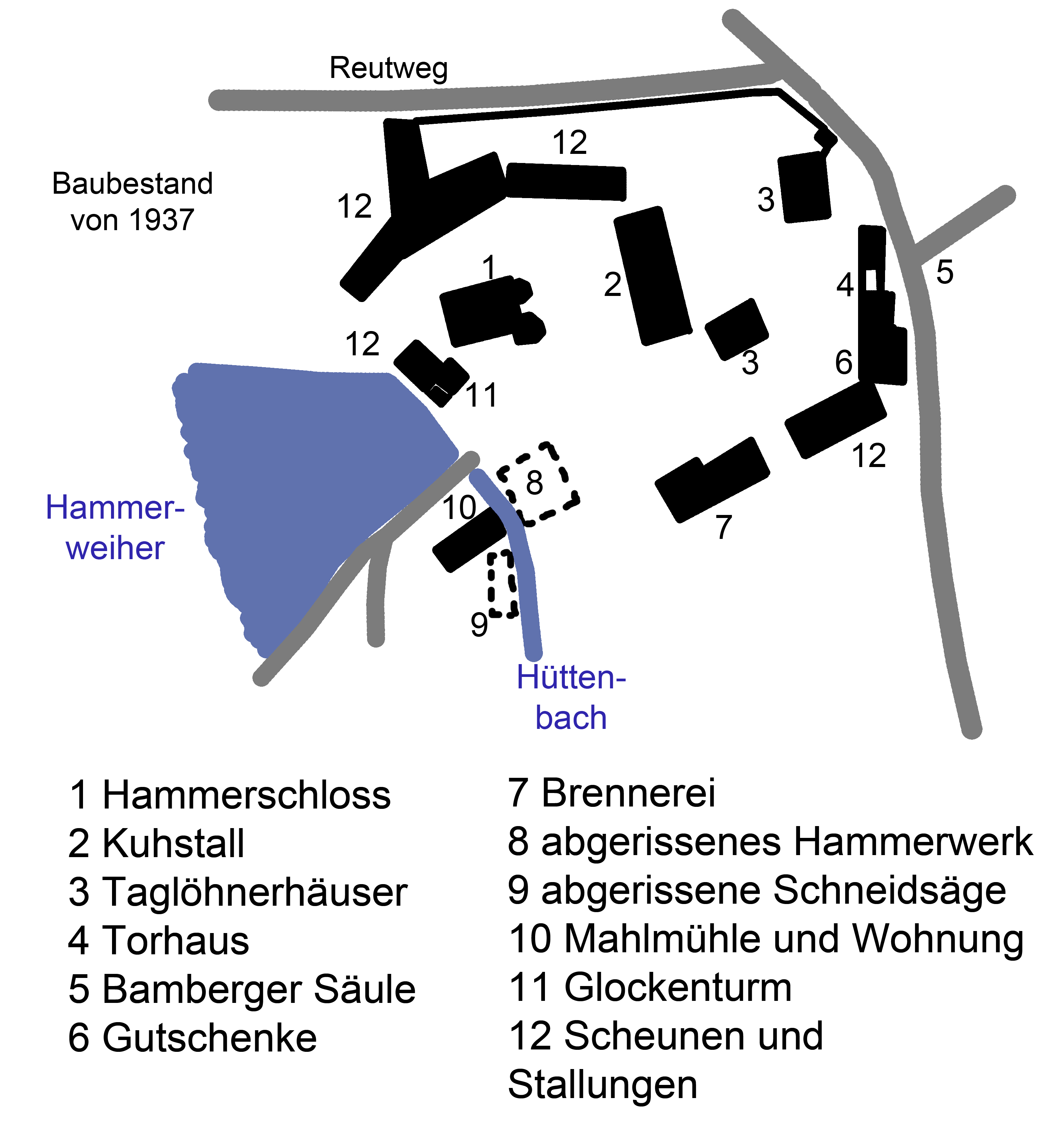
Gebäude des Gutshofes um 1937

Das Hammergut Altenweiher hat wie viele Orte in der Oberpfalz seinen Ursprung im Betrieb eines Eisenhammers und gehörte zu den fürstbischöflich-bambergischen Hammergütern um Vilseck. Zeichen dieser bis zur Säkularisation gültigen Zugehörigkeit war die bis zur Mitte des 20. Jahrhunderts erhalten gebliebene Bamberger Säule vor dem Tor von Altenweiher. Der Hammer wird 1387 als Mitglied der Oberpfälzer Hammereinigung genannt („Hans Hegnein mit dem hamer zu dem Alten Weyer ...“). Das Erz wurde meist mit Wägen vom Schwarzen Berg bei Langenbruck gebracht. Max von Heeg stellte 1866 den Hammerbetrieb ein.
Ein wirtschaftliches Standbein von Altenweiher war die Fischzucht. 1799 wird in einer Urkunde des Bamberger Bischofs ein Forellen Weyer in Altenweiher erwähnt. Die Ursprünge liegen jedoch früher, da der für den Hammerbetrieb angestaute Weiher bereits fischereilich bewirtschaftet wurde. Für die Aufschüttung der Dämme (nicht nur) um Altenweiher wurde die bei der Verhüttung anfallende Schlacke des Eisenwerks verwendet. Gottfried Dorfner, der Sohn der letzten Besitzerin, baute das Teichgut Altenweiher aus und züchtete Forellen, Hechte, Karpfen, Schleien und zuletzt auch Zander.
1838 bestand das Hammergut mit Schloss aus sechs Häusern und 92 Einwohnern. Bei der Ablösung 1937 waren es um die dreißig Einwohner.
Bei dieser Ablösung wurden von Theresia Dorfner insgesamt 204 Hektar Land verkauft. Davon waren 91 Hektar landwirtschaftliche Nutzfläche (57ha Acker, 25ha Wiesen, 9ha Weiden), 49 Hektar Wald und 51 Hektar Weiher. Hof und Wege umfassten 13 Hektar. Zumindest bis Herbst 1938 pachtete Gottfried Dorfner etwa die Hälfte des bisherigen Besitzes und zudem bis April 1938 die zum Gut Altneuhaus gehörenden Weiher Hammerweiher, Birnhofweiher, Herrenweiher, Schlehenweiher und Brunnenweiher. Das restliche Gut übernahm ein von der Reichsumsiedlungsgesellschaft gestellter Verwalter.

## Eigentümer

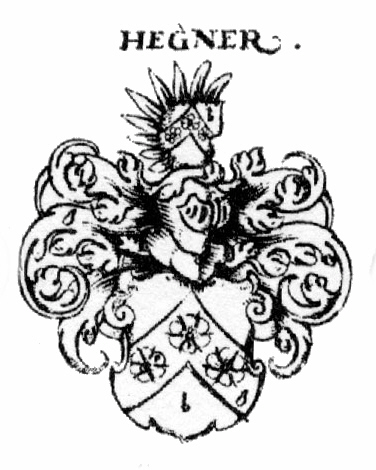
Wappen der Hegner

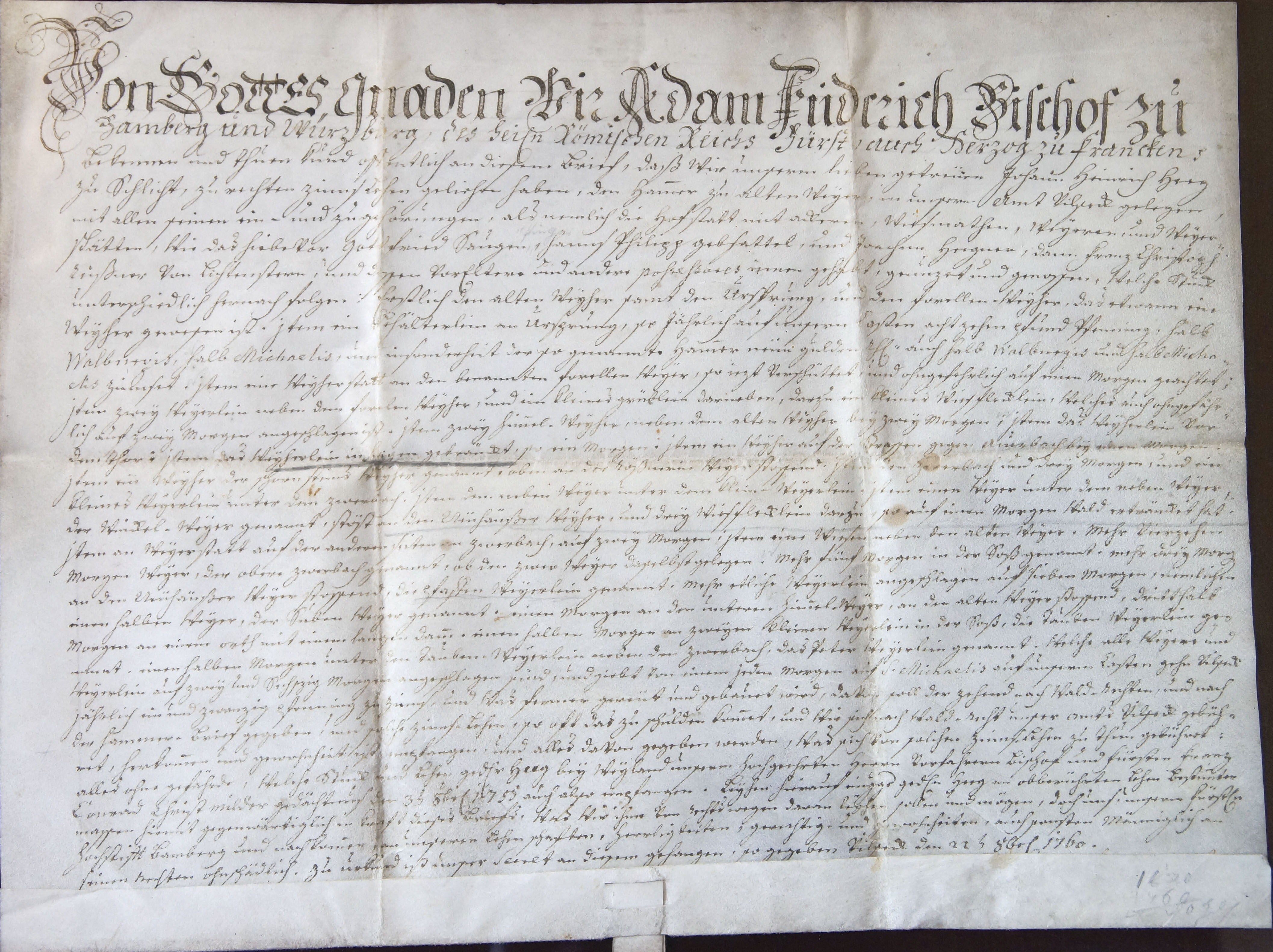
Lehensbrief des Bamberger Erzbischofs aus dem Jahr 1760 für Heinrich Heeg zu Schlicht

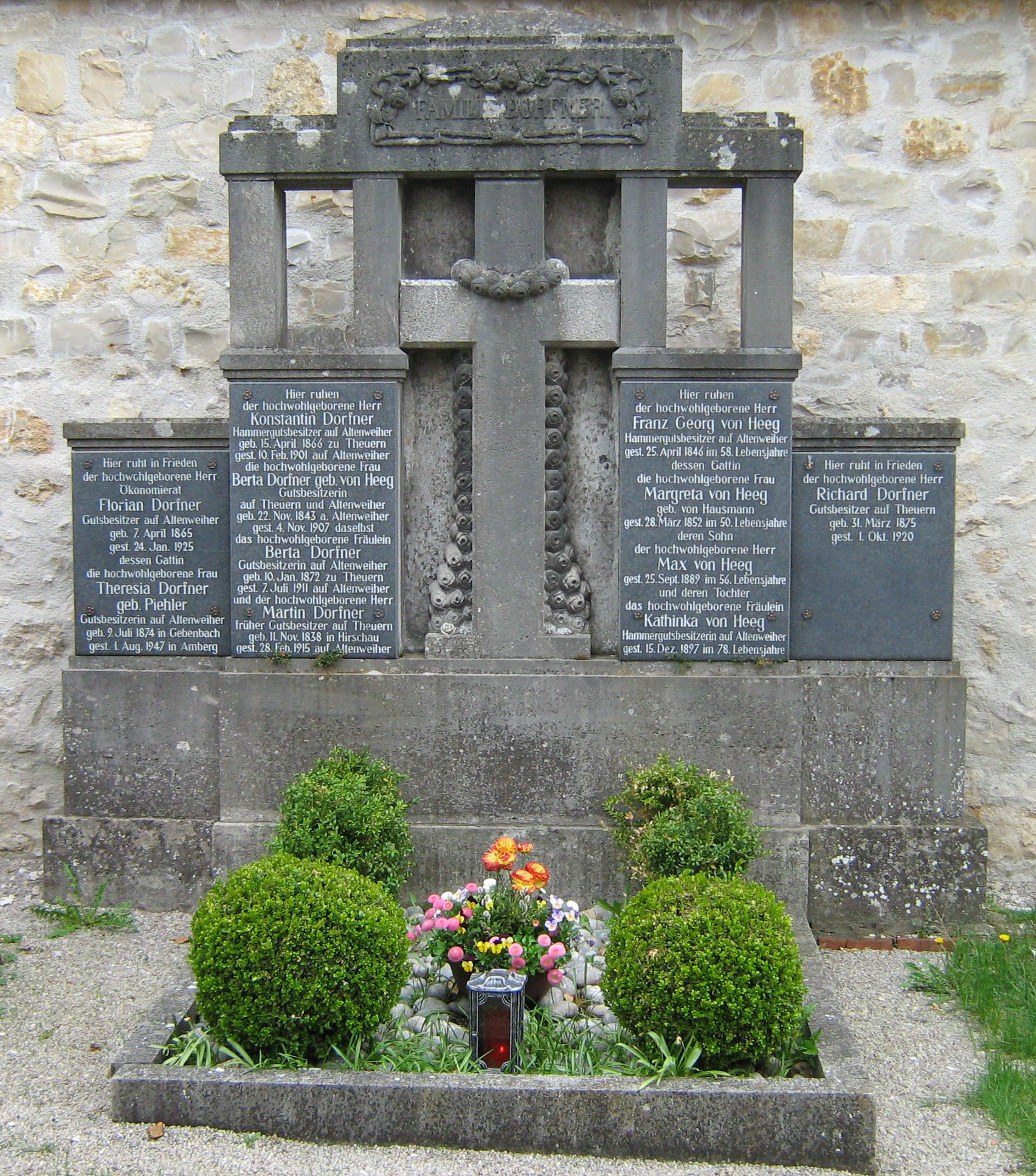
Grab der letzten Besitzer (von Heeg und Dorfner) am Friedhof von Vilseck

Als erster Besitzer des Eisenhammers ist die Familie Hegner nachweisbar. 1348 wird Ulrich Hegenin als Besitzer des „Alten Weyers“ genannt. 1387 gehörte es einem Hans Hegnin. Der Schlussstein mit dem Hegnerschen Wappen in der Kapelle zeugt von dieser Zeit. Die Hegner von Altweyer und Moos fanden mit dem Bürgermeister Ulman Hegner 1441–1459 Aufnahme in den Inneren Rat der Reichsstadt Nürnberg und damit ins Nürnberger Patriziat. Um 1600 wanderten sie aus der Oberpfalz nach Kostrzan (Kosterschan) in Böhmen ab und ein Zweig gelangte nach Ungarn (Versecz). 
Besonders im siebzehnten Jahrhundert wechselte öfters der Besitzer. Um 1600 wurde das Gut an Veit Philipp Holzschuher aus Nürnberg verkauft. 1612 erwarb es Hans Philipp Gebsattel, der es wiederum 1622 an Saugenfinger weiterverkaufte. Da das Gut von 1632 bis 1634 unter den Schweden sehr gelitten hat, kaufte es 1635 Feldmarschall Graf von Wahl. Am 16. März 1650 erwarb Johann von Edelburg von Kürmreuth den Hammer, und um 1700 ging es auf Franz Friedrich von Dressendorf, einen Schwiegersohn der Edelburgs, über. Vom seit dem Jahr 1718/19 Besitzer Freiherr von Lichtenstern erwarben 1734 der Bauer Georg Graf aus Oberweißenbach und Heinrich Heeg zu Schlicht gemeinsam das Gut. 1783 kaufte Johann Baptist Heeg die der Familie Graf gehörende Hälfte des Guts. Bis 1895 blieb Altenweiher im Besitz der 1782 in den Kurbayerischen Adelsstand erhobenen von Heegs und ging dann auf die mit der Familie von Heeg verwandte Familie Dorfner über; Konstantin Dorfner erwarb das Gut von seiner Tante Kathinka von Heeg.
Für die Erweiterung des Truppenübungsplatzes Grafenwöhr wurden zahlreiche Orte und Güter zwangsweise vom Deutschen Reich aufgekauft. Bei der Ablösung am 15. April 1937 übernahm die Reichsumsiedlungsgesellschaft m.b.H. Berlin das Gut.

## Gebäude
Von Heringnohe kommend näherte man sich dem Gutshof durch eine Lindenallee. Neben der Gutsschenke kam man durch ein Tor in den Hof. Im Norden wurde dieser durch eine drei Meter hohe Mauer eingegrenzt. Im Süden befand sich die Branntweinbrennerei. Neben Stallungen, Schuppen und Scheunen gab es mehrere Taglöhnerwohnungen. Im Osten befanden sich am Hammerweiher das Schloss und der Glockenturm. An dem vom Weiher gespeisten Hüttenbach befanden sich die Hammerhütte, die Schneidsäge und die Mahlmühle.

### Hammerschloss
Das Hammerschloss wurde im späten 16. oder frühen 17. Jahrhundert erbaut. Es war dreigeschossig, hatte geschweifte Giebel und an der Nordostecke einen polygonen Treppenturm. An der Südostecke gab es einen ebenfalls dreigeschossigen Anbau, in der im Erdgeschoss die nur von außen zugängliche Schlosskapelle war.

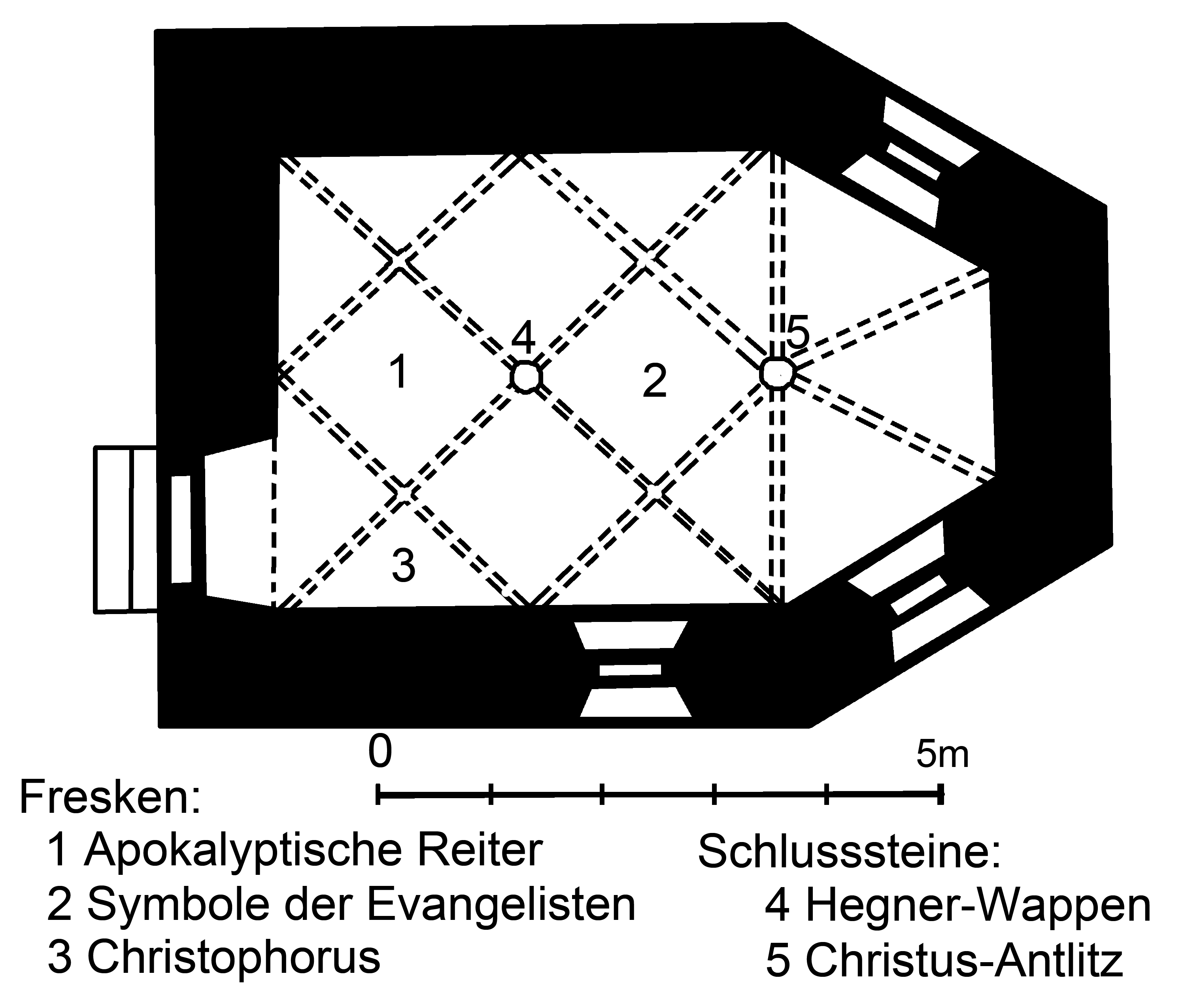
Grundriss der Schlosskapelle

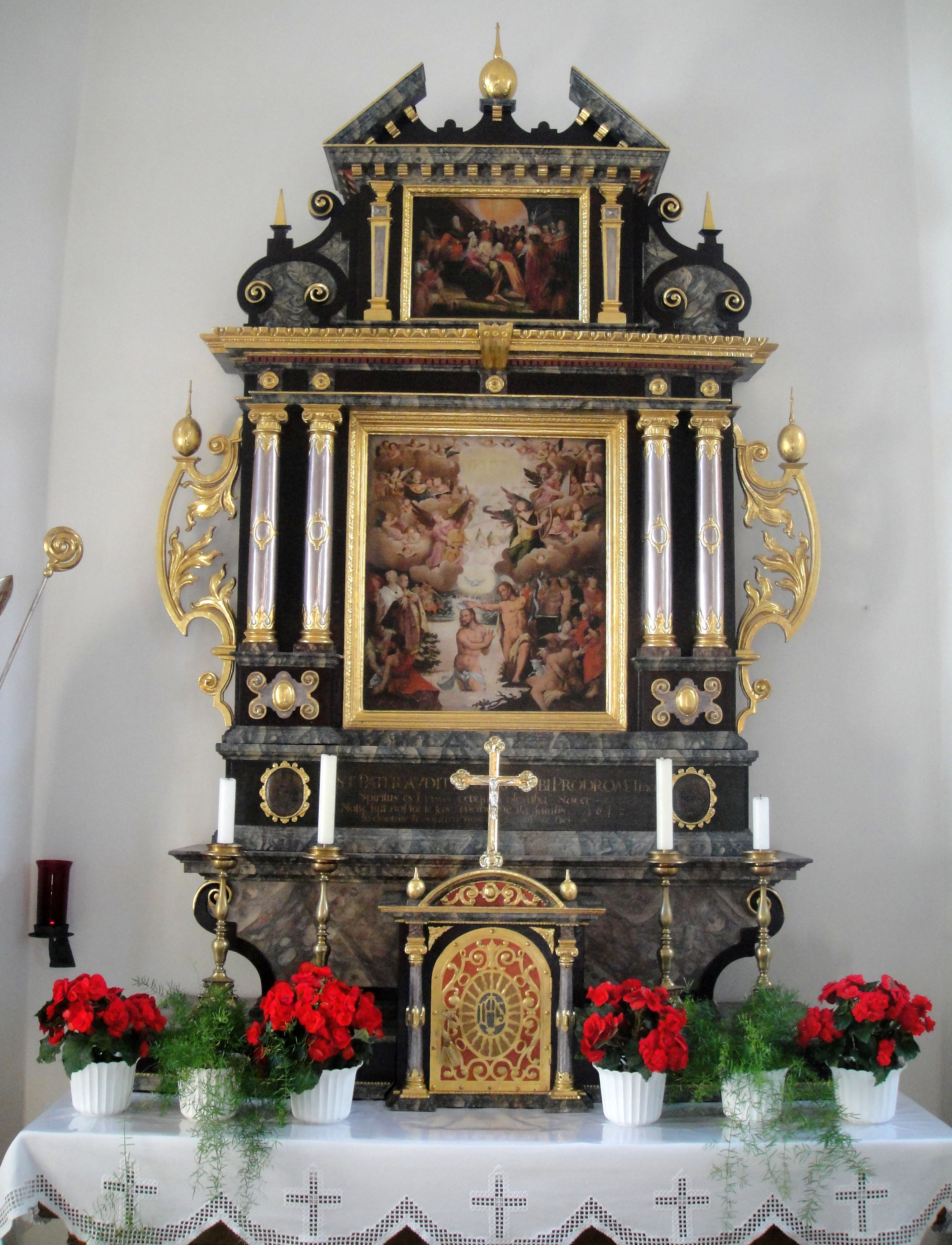
Altar der Schlosskapelle von 1612 am neuen Standort in Dürnast

### Schlosskapelle
Die dem hl. Johannes dem Täufer (St. Joh. Bapt.) geweihte, gotische Schlosskapelle war ein Anbau an der Südostseite des Hammerschlosses. Die durch eine an der Westseite gelegenen Außentür betretbare Kapelle war ein dreiseitig geschlossener Raum mit Netzgewölbe auf ein Joch und Schluss in drei Sechseckseiten. Die Hohlrippen entwuchsen der Wand ohne Vermittlung. Der frühbarocke Altar hat zwei Tafelbilder des Malers Hans Krapp. Die Haupttafel von 1612 stellt die Taufe Christi dar, die Darstellung im Giebel darüber die Anbetung der drei Weisen. An der Predella sind die Wappen derer von Schaumberg und Leonrod angebracht. Der Altar befindet sich seit 1937 in Dürnast. Die letzte Besitzerin des Gutes Theresia Dorfner stiftete ihn der dortigen Gemeinde unter der Auflage, 50 Jahre lang jährlich eine Stiftsmesse für ihren verstorbenen Mann Florian Dorfner zu halten. Auf einem Schlussstein befand sich das Wappen der Hegner. Die Fresken wurden in der Zeit nach der Ablösung übertüncht. Am Deckengewölbe waren zwischen Christus- und Hegner-Schlussstein die vier Evangelistensymbole und vom Hegner-Schlussstein zur Westwand die apokalyptischen Reiter zu sehen. An der Südwand befand sich eine Christophorus-Darstellung.

### Klausnerschule
Um 1750 fasste der damalige Besitzer von Altenweiher Johann Graf den Entschluss, für die Kinder der Ortschaften Altenweiher, Heringnohe, Altneuhaus, Birnhof, Sorghof, Grünwald, Kittenberg, Seeg und Schmierhütte eine Klausenschule zu bauen. Der Fürstbischof von Bamberg genehmigte den Plan, an der Stelle des früheren Zollhauses zwischen Altenweiher und Heringnohe das Schulgebäude zu errichten und lieferte dafür kostenloses Bauholz. Dieses erste Schulhaus wurde 1751 errichtet. Das nach einem Brand entstandene zweite Schulhaus mit hölzernem Turm und einer eisernen Glocke wurde 1834 von Franz Georg von Heeg (vermutlich ohne den Grund, da dieser bei der Ablösung 1937 noch zum Gut gehörte) unter Auflagen an die Schulgemeinde abgetreten und von dieser zwei Jahre später zu einem einstöckigen Gebäude umgebaut. Der schlechte bauliche Zustand des Schulgebäudes und die wegen der Schließung der Hammerwerke fallenden Schülerzahlen führten zur Auflösung der Schule. Ab 1876 besuchten die Kinder die neu erbaute Schule in Altneuhaus. Die Klausnerschule inklusive der Schulbänke, Kachelöfen und Gartenzaun wurde unter der Auflage versteigert, das Gebäude bis zum Frühjahr abzureißen und das gewonnene Baumaterial abzutransportieren. Das einstöckige Schulgebäude war 13,90 m lang, 6 m breit, 2,60 m hoch und unterkellert.

## Bauten und Umbauten im 20. Jahrhundert
Anfang des 20. Jahrhunderts gab es mehrere wesentliche Umbauten und Neubauten. 1904 wurde die Spiritusbrennerei nach Plänen aus dem Jahr 1901 komplett umgebaut. 1916 wurde der Einbau eines Dynamos im Mühlgebäude geplant und umgesetzt, der auch das bisherige Mühlrad ersetzte. 1924 musste der durch einen Brand zerstörte Kuhstall durch einen Neubau ersetzt werden. 1922 wurde ein Umleitungskanal am Hammerweiher gebaut, durch den der langgezogene Weiher in seiner Mitte durch einen Damm in zwei Teile geteilt wurde.

## Zeit bis zum Abriss der Gebäude
Ende 1955 wurden die letzten Bewohner Altenweihers, die sich noch um die Landwirtschaft und das Teichgut kümmerten, nach Sorghof abgesiedelt. Die Stallungen, Scheunen, Taglöhnerhäuser und die 3 m hohe Umfriedungsmauer wurden versteigert, abgerissen und das Material zur weiteren Verwertung abtransportiert. Das unter Denkmalschutz stehende Schloss, das Torhaus, der Glockenturm und die Wirtschaft blieben vorerst erhalten. Die Glocke befand sich 1956 im Turm der Lagerkapelle Vilseck. Nachdem 1963 die südliche Seitenwand der Kapelle und 1964 ein Teil der südlichen Schlosswand einstürzten, wurde das Schloss schließlich 1967 von der US-Armee eingerissen.
1956 wurden die verbliebenen Ruinen von Schloss, Glockenturm, Tor und Wirtshaus als Kulisse für den Film Zeit zu leben und Zeit zu sterben verwendet.